# ExFAT
exFAT là chữ viết tắt tiếng Anh của "Extended File Allocation Table", dịch là "Bảng phân bổ tập tin mở rộng", là tên của hệ thống tập tin được thiết kế đặc biệt cho các ổ flash USB, được công ty Microsoft phát triển, nó được hỗ trợ trên các phiên bản hệ điều hành Windows Embedded CE 6.0, Windows Vista with Service Pack 1, Windows Server 2008, Windows 7, Windows Server 2008 R2 (ngoại trừ Windows Server 2008 Server Core). Có hỗ trợ Windows XP và Windows Server 2003 với gói cập nhật KB955704. Trên Mac OS X Snow Leopard bắt đầu từ phiên bản 10.6.5, và OS X Lion.